# Groenknolorchis
De groenknolorchis (Liparis loeselii) is een orchidee. Het is een typische plant van jonge duingebieden en trilveen.

## Kenmerken

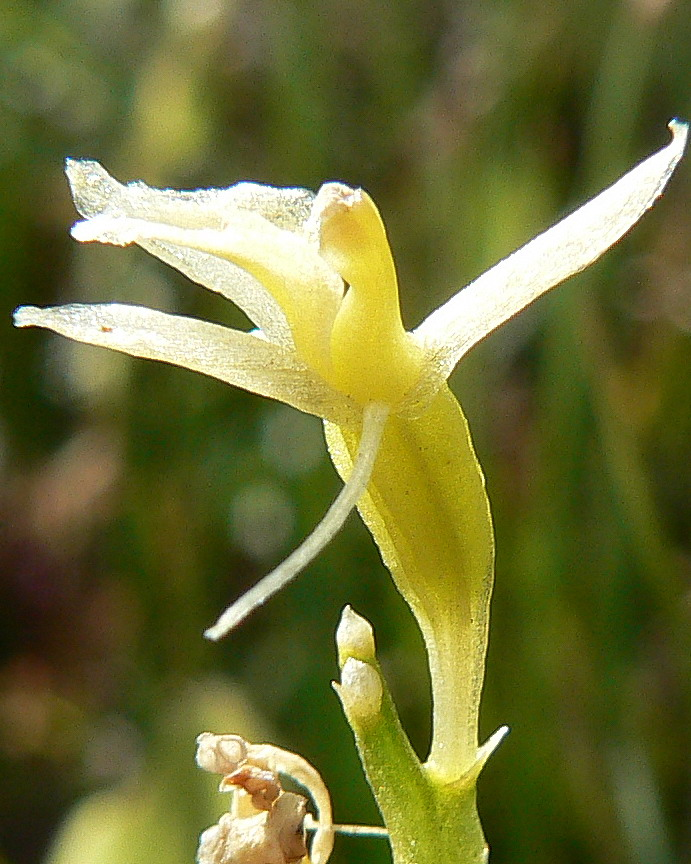
detail bloem

De plant is 10-25 cm hoog. De vettig glanzende, lichtgroene bladeren zijn lancet- en gootvormig en zitten om de lichtgroene, geribde bloemstengel heen. De plant bloeit van juni tot juli met een stengel. De geelgroene bloemen zijn vrij klein. De lip is aan de randen fijn gekarteld. Aan het eind van de groei wordt een glimmend groene knol gevormd voor de opslag van reservevoedsel. Aan de knol zit een wortelstok. Elk jaar wordt een nieuwe knol gevormd. De vermeerdering is hoofdzakelijk vegetatief.

## Habitat
De soort komt vooral voor in jonge, natte, kalkrijke duinvalleien, maar wordt makkelijk verdrongen door andere soorten. Samen met knopbies, moeraswespenorchis, vleeskleurige orchis, parnassia, armbloemige waterbies, zeegroene zegge, dwergzegge en andere soorten maakt groenknolorchis deel uit van het Junco-baltici Schoenetum-nigricantis, een plantengemeenschap van jonge natte duinvalleien en ingesnoerde strandvlakten. Binnen deze gemeenschap geldt groenknolorchis als een pioniersoort, die zich snel vestigt, maar ook weer snel verdwijnt als de bodem door een te dikke moslaag wordt bedekt, of wordt overwoekerd door struiken als kruipwilg en duindoorn. Groenknolorchis kan zich praktisch alleen handhaven in dynamische duingebieden waar sprake is van een voortdurend proces van jonge duinvorming.
Buiten de duinen komt groenknolorchis voor in veenmoerassen waar enige aanvoer van basisch kwelwater of voedselarm oppervlaktewater aanwezig is.

## Voorkomen
De groenknolorchis is een plant van de gematigde streken van het noordelijk halfrond, Europa, Noord-Amerika en Azië. In Noord-Amerika is hij voornamelijk te vinden in het Grote Meren-gebied en in Canada. In Azië bereikt hij zijn grens in westelijk Siberië.
In Europa komt hij voor van de Alpen tot aan de Karpaten en van de Britse eilanden tot in Rusland. In Frankrijk is hij momenteel bekend van twaalf regio's.
De soort is in Nederland langs de kust nog te vinden op de Waddeneilanden en in de duinen van Zuid-Holland en in Zeeuws-Vlaanderen. Vooral op de Noordsvaarder op Terschelling en op de zuidpunt van Texel komen nog grote populaties voor. Verder in Noordwest-Overijssel (De Wieden), Zuid-Friesland (Rottige Meenthe), in het veengebied tussen Utrecht en Noord-en Zuid-Holland en rond het Grevelingenmeer in Zeeland. 
In Vlaanderen zijn anno 2020 nog twee populaties van groenknolorchis te vinden. Een kleine, stabiele populatie bevindt zich in het Buitengoor te  Mol. Een veel grotere, recent ontdekte (2007) populatie kan men vinden in de haven van Antwerpen. Daar kan men tussen de E34 en de Hazopweg 99% van het totale aantal groenknolorchissen in Vlaanderen bewonderen.

## Bedreiging en bescherming
De groenknolorchis is een van de zeldzaamste Europese wilde orchideeën. De soort is in heel Europa beschermd door de Habitatrichtlijn. In Nederland is de plant vanaf 1 januari 2017 niet meer wettelijk beschermd.
Hij staat zowel op de Belgische als op de Nederlandse Rode lijst van planten als sterk afgenomen en vrij zeldzaam.